# Моја борба (четврти том)
Моја борба (четврти том) (норв. Min Kamp. 4) је четврта од шест књига аутобиографског дела норвешког књижевника Карла Увеа Кнаусгора (норв. Karl Ove Knausgǎrd) (1968) објављена 2010. године.
Српско издање књиге Моја борба (четврти том) објавила је издавачка кућа "Booka" из Београда 2017. године у преводу Радоша Косовића.

## О аутору
Карл Уве Кнаусгор је рођен 1968. у Ослу. Одрастао је на Трумеји и у Кристијансанду. Похађао је Академију за уметничко писање и студирао историју уметности и књижевност. Радио је као уредник књижевног часописа. Године 1998. дебитовао је романом Ван света (Ute av verden) са којим је постигао велики успех и постао први дебитант који је добио престижну награду норвешке критике „Kritikerprisen“.

## О серијалу
Шестотомни аутобиографски роман Моја борба је излазио у периоду од 2009. до 2011. године. Серијал је постигао велики успех у Скандинавији и у свету али је исто тако изазвао и многе дилеме због отворености. Писао је отворено о стварним личностима и догађајима.
У шест томова серијала Моја борба, на више од 3.500 страница, аутор испитује живот, смрт, љубав и књижевност:
- Моја борба (први том)
- Моја борба (други том)
- Моја борба (трећи том)
- Моја борба (четврти том)
- Моја борба (пети том)
- Моја борба (шести том)

## О књизи
У четвртом тому књиге Моја борба Кнаусгор описује период свог живота када је након проведене три године у кристијансандској гимназији отишао на север Норвешке да ради као учитељ. У новој средини сусреће и упознаје нови свет. Роман описује младог човека, његова понижења која је сам узроковао, искреностм и незрелост.

## Издања
Роман Моја борба (четврти том) на српском језику је до сада имао три издања од првог објављивања (2017. и 2020. године).